# Gerald Michael Barbarito

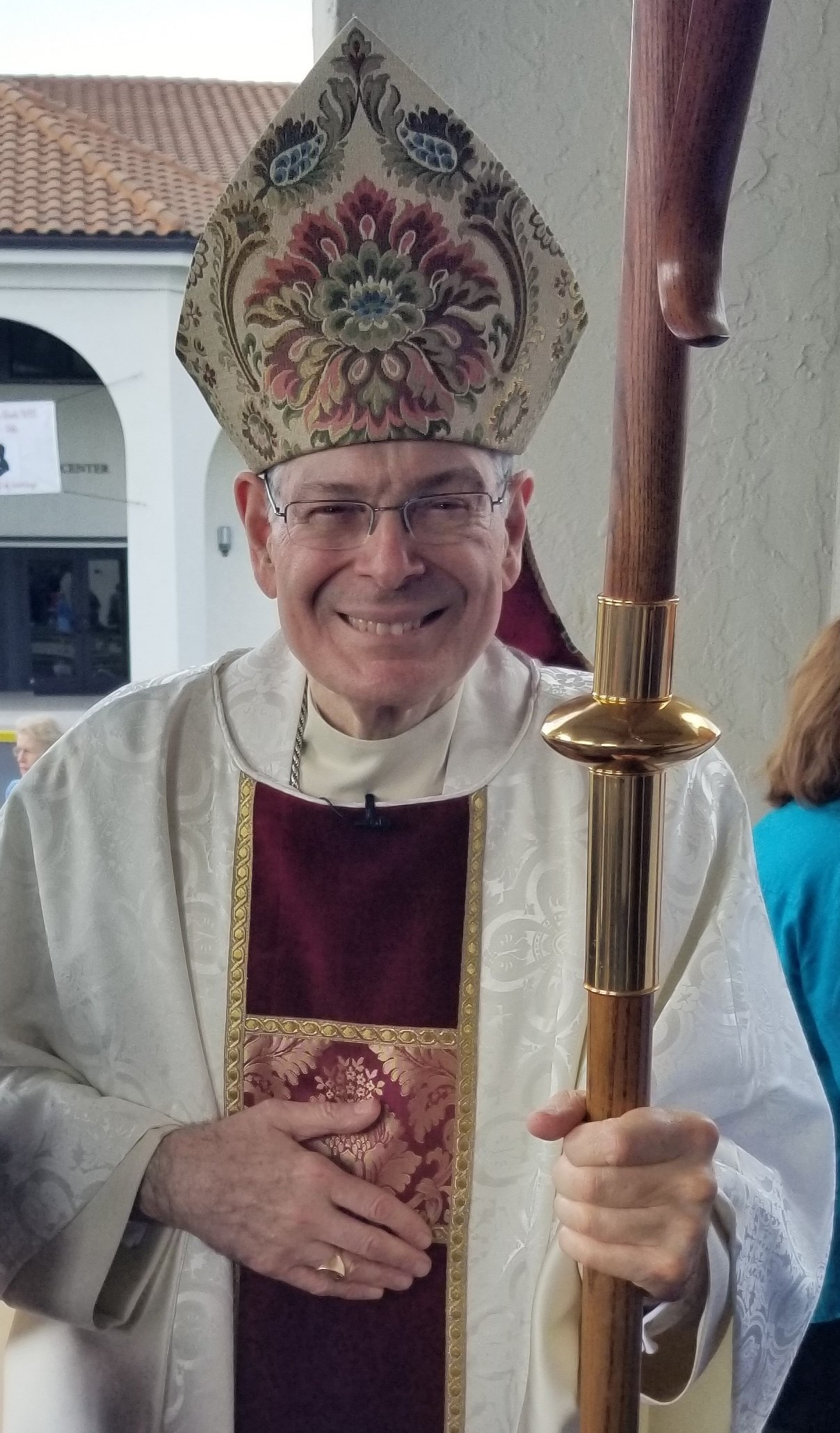
Bischof Gerald Michael Barbarito (2023)

Wappen als Bischof von Palm Beach

Gerald Michael Barbarito (* 4. Januar 1950 in Brooklyn) ist ein US-amerikanischer Geistlicher und Bischof von Palm Beach.

## Leben
Gerald Michael Barbarito empfing am 31. Januar 1976 die Priesterweihe. 
Papst Johannes Paul II. ernannte ihn am 28. Juni 1994 zum Weihbischof in Brooklyn und Titularbischof von Gisipa. Der Bischof von Brooklyn, Thomas Vose Daily, spendete ihm am 22. August desselben Jahres die Bischofsweihe; Mitkonsekratoren waren die Weihbischöfe in Brooklyn Joseph Michael Sullivan und René Arnold Valero.
Am 26. Oktober 1999 wurde er zum Bischof von Ogdensburg ernannt. Am 1. Juli 2003 wurde er zum Bischof von Palm Beach ernannt und am 28. August desselben Jahres in das Amt eingeführt.